# Valentino (gnostico)
Valentino (Phrebonis, ... – ...; fl. 135-165) è stato un teologo, filosofo e predicatore egiziano di lingua greca e di scuola cristiano-gnostica.
I seguaci della sua scuola vengono detti Valentiniani.

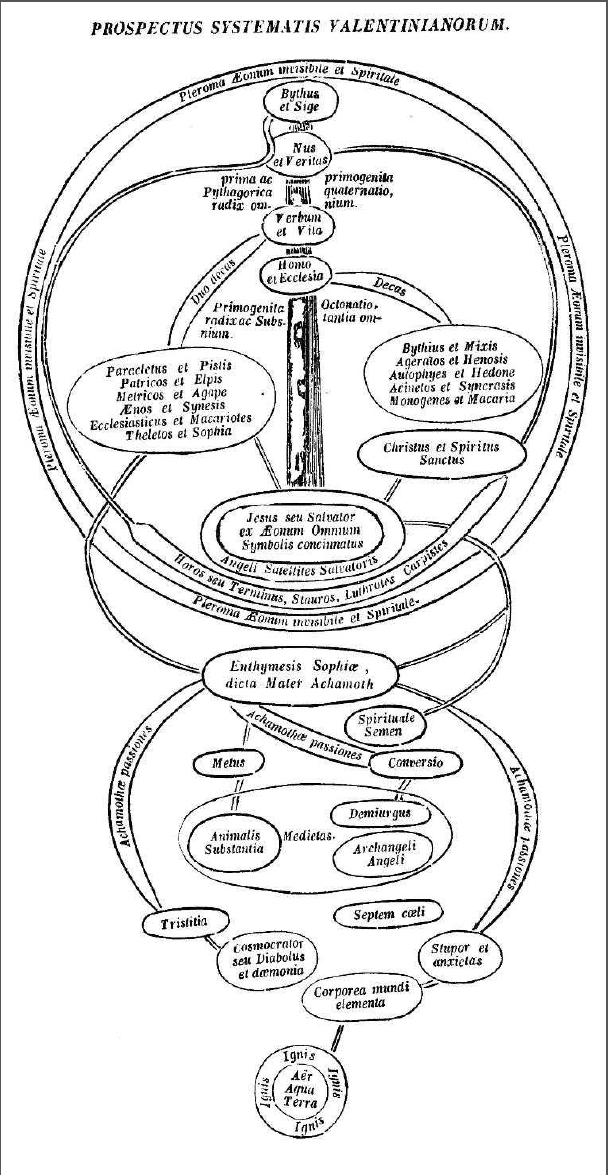
Prospectus systematis valentinianorum, che illustra il sistema valentiniano di emanazione degli Eoni: in alto il cerchio del Pleroma, al centro Achamoth, e in fondo, più piccolo, il mondo materiale coi quattro elementi.

## Biografia
Valentino nacque a Phrebonis sul delta del Nilo (secondo altre fonti a Cartagine) e si trasferì in giovane età ad Alessandria d'Egitto, allora importante centro cristiano dove circolavano anche idee neoplatoniche ed allegoriche come quelle di Filone di Alessandria. Qui studiò presso un certo Teudas, che si proclamava diretto discepolo di Paolo di Tarso e che pretendeva di aver appreso da Paolo le rivelazioni segrete fatte all'apostolo direttamente dal Cristo. Questi insegnamenti esoterici sembrano essere stati poi riportati nel Vangelo secondo Filippo ed in altri scritti gnostici.
Valentino dapprima insegnò ad Alessandria d'Egitto, poi tra il 140 e il 160 circa soggiornò a Roma, dove operò come diacono sotto papa Igino, e vi rimase fino al pontificato di papa Aniceto. Secondo Tertulliano la mancata elezione a vescovo di Roma lo fece, in seguito, allontanare dalla Chiesa e intraprendere con decisione la strada gnostica che lo portò a una prima scomunica, nel 143, da parte di papa Pio I, seguita poi da molte altre. Tertulliano ne cita addirittura una post mortem fatta attorno al 175. Trascorse gli ultimi anni della sua vita a Cipro dove fece molti proseliti e dove probabilmente morì attorno al 165. I suoi seguaci furono chiamati valentiniani.

## Dottrina
Gli gnostici valentiniani cercarono di risolvere l'eterno dilemma che si presenta a chi pensa a un mondo creato: se il mondo è stato creato da un Dio, da dove viene il male? Se Egli non ha creato il male come lo si può considerare unico Creatore delle cose?
Da quanto tramandatoci dai primi eresiologi cristiani si può ricostruire solo in parte la dottrina del maestro gnostico e della sua scuola, basata su una fusione sincretica di elementi neoplatonici, giudaizzanti, cristiani e gnostici di derivazione sethiana ed encratita. I frammenti di cui siamo in possesso parlano soprattutto della Redenzione operata dal Cristo e del destino privilegiato dei cosiddetti uomini spirituali, ossia tutti quelli che conservavano nel loro corpo il seme divino. Dai pochi brandelli di cui siamo in possesso è impossibile stabilire dei confini netti tra la dottrina propriamente di Valentino e quella elaborata dalla sua scuola, sicuramente molto più complessa. Le fonti dalle quali si può ricavare la dottrina della scuola valentiniana sono: 
- la cosiddetta Lettera dogmatica dei Valentiniani[2] riportata da Epifanio in Panarion 31, 5-6;
- la Piccola notizia, riportata nell'opera di Ireneo Adversus Haereses, I 8;
- la Grande notizia, sempre nell'opera di Ireneo,  Adversus Haereses , I I-8;
- una sintesi dottrinale scritta da Ippolito, Philosophumena, VI 29-36.

La struttura della cosmogonia valentiniana può essere ricavata dalla Grande notizia, secondo la quale all'inizio di tutte le cose esisteva l'Essere Primo, Bythos, che dopo ere di silenzio e di contemplazione, tramite un processo di emanazione, diede vita al Pleroma (mondo divino), formato da 30 Eoni raggruppati in coppie (sizigie) maschili e femminili, in cui la parte femminile ha funzione delimitativa e formativa. Al vertice di questi Eoni si pone la coppia Abisso e Silenzio (quest'ultimo elemento femminile), coppia da cui nacquero per emanazione Intelletto e Verità. Da essi nacquero Logos e Vita, e da questi ultimi Uomo e Chiesa. Questi otto formano la cosiddetta Ogdoade. Poi Logos e Vita emanarono una Decade di Eoni: Profondo e Mescolanza; Sempre giovane e Unione, Autogenerato e Piacere, Immobile e Mistione, Unigenito e Beata. Quindi la coppia Uomo e Chiesa emanò dodici Eoni (Dodecade): Paracleto e Fede, Paterno e Speranza, Materno e Carità, Sempre pensante e Intelligenza, Ecclesiastico e Beatitudine, Desiderio e Sophia. Tutti costoro concorrevano a formare il Pleroma.
L'origine del peccato e del decadimento del divino nel mondo materiale è attribuito dalla gnosi valentiniana proprio all'ultimo Eone femminile, Sophia, poiché le varie emanazioni comportarono una degradazione progressiva. Scriveva Ireneo: «Ma si fece avanti l'ultimo e più recente Eone della Dodecade emessa da Uomo e Chiesa, cioè Sophia, e subì la passione senza l'unione col suo compagno di sizigia Desiderio» (Adversus Haereses, I, II 2). La passione di cui si parla è desiderio di Sophia di conoscere e ascendere al Primo Essere, per sua natura inconoscibile. Al peccato di Sophia, che voleva spingersi fino al Primo Essere, si oppose però Limite; questi venne generato da Bythos privo della controparte femminile poiché era destinato a delimitare e a consolidare il mondo divino e non a generare per emanazione altri Eoni.
(Ireneo, Adversus Haereses, I, II 2)
Una volta che Limite ebbe reintegrato il mondo divino ed espulso la passione peccaminosa di Sophia dal Pleroma, l'Eone Abisso, insieme all'Eone Intelletto, emise un'altra coppia: Cristo e Spirito Santo, per portare a perfezione finale il mondo divino. Cristo fece conoscere agli altri Eoni la loro vera nascita, occorsa per successive emanazioni, principalmente ad opera di Intelletto e dell'essenza del Primo Essere; mentre Spirito Santo rivelò agli Eoni la loro sostanziale uguaglianza con quelli che compongono l'Ogdoade e così «tutti gli Eoni sono stati resi uguali per forma e volere e sono diventati tutti Intelletto, tutti Logoi, tutti Uom e tutti Cristo, e similmente gli elementi femminili tutte Verità, tutte Vita, tutte Spirito e Chiesa». A questo punto tutto il Pleroma emanò l'Eone Gesù, frutto perfetto generato da tutti gli Eoni; mentre come scorta dell'Eone furono emanati gli angeli, destinati a far coppia con gli uomini spirituali.
Al di fuori del mondo divino, però, Sophia detta Achamoth, la passione dell'Eone Sophia, vagava nei «luoghi dell'ombra e del vuoto» e solo l'intervento della coppia Cristo/Spirito Santo, le dette forma ma non la dotò della stessa conoscenza che aveva elargito agli altri Eoni. Questa, ormai formata, decise di ascendere al mondo divino ma poiché era ancora sporca della passione, fu fermata da Limite. Essa cadde preda del dolore, del timore e del disagio, tutte passioni generate dall'ignoranza della sua vera essenza, parte sostanza materiale (la passione dell'Eone Sophia destinata a rimanere fuori dal Pleroma), parte «aroma d'immortalità» trasmessole da Cristo/Spirito Santo. Da questi sentimenti nacque la materia, da cui si generò il mondo materiale; però:
(Ireneo, Adversus Haereses)
E proprio per questo sincero sentimento di conversione l'Eone Cristo/Spirito Santo mandò l'Eone Gesù ed i suoi angeli a far conoscere a Sophia Achamoth la sua vera essenza guarendola dalle passioni (elevandola cioè ad uno stadio di conoscenza superiore). L'Eone Gesù, inoltre, prese le passioni di cui era schiava Sophia Achamoth e le trasformò in sostanza, dividendola in una parte cattiva e una in parte buona, anche se essa stessa soggetta alle passioni; questa parte nacque dal sincero sentimento di conversione di Sophia Achamoth e si qualificherà come sostanza psichica. A questo punto Sophia Achamoth generò dei semi spirituali, immagine imperfetta degli angeli dell'Eone Gesù, destinati a rimanere nel mondo materiale finché non matureranno e potranno ricongiungersi, come elemento femminile, agli stessi angeli; poi Sophia Achamoth decise di dare forma alla sostanza che l'Eone Gesù aveva ricavato dal suo sentimento di conversione, e prima di tutto dette forma al Demiurgo:
(Ireneo, Adversus Haereses)
E ancora:
(Ireneo, Adversus Haereses)
Il Demiurgo infatti, spinto a sua insaputa da Sophia Achamoth crea solo l'aspetto materiale delle cose e questa, a sua volta, è spinta nella creazione dall'Eone Gesù. Dal Demiurgo nacquero anche il diavolo (detto Kosmokrator) e la sua corte di angeli malvagi.
Dopo la creazione del mondo materiale il Demiurgo creò l'uomo. Secondo il mito gnostico gli uomini creati si dividevano in tre generi, con differenti caratteristiche e differenti destini: 
- ilici (da Hyle) o terreni, nati dalla materia cattiva creata dalla passione di Sophia Achamoth e destinati per questo a scomparire;
- psichici, fatti a somiglianza del Demiurgo, ossia della stessa buona materia nata dal sentimento di conversione di Sophia Achamoth, quindi possessori dell'anima ma destinati ad una redenzione incompleta, ovvero ad ascendere insieme al Demiurgo al regno di Sophia Achamoth[22], solo però quando essa sarà condotta al mondo divino e si unirà in sizigia con l'Eone perfetto Gesù; sono gli unici uomini dotati di libero arbitrio e, in virtù delle loro scelte, possono o salvarsi o dissolversi come gli ilici.
- pneumatici o spirituali, uomini nei quali vennero nascosti, all'insaputa del Demiurgo, i semi spirituali partoriti da Sophia Achamoth ad immagine e somiglianza degli angeli del corteo dell'Eone Gesù. Questi uomini, dotati della scintilla divina (pneuma), erano perciò destinati a ricongiungersi con il mondo divino indipendentemente dalle loro azioni[23].

Da questa distinzione si può dedurre che il Demiurgo aveva insufflato l'anima solo in alcuni ilici ed allo stesso modo Sophia Achamoth aveva inserito il seme spirituale solo in alcuni psichici. In tal modo ogni uomo spirituale aveva un involucro psichico e uno materiale, mentre ogni psichico solo un involucro materiale. Secondo i valentiniani gli gnostici erano spirituali, i cristiani in generale erano psichici ed i pagani erano ilici.
La Redenzione, però, sarebbe giunta solo grazie a Gesù, inviato per portare la gnosi e la salvezza agli spirituali. Secondo i valentiniani il Demiurgo generò un Cristo di pura natura psichica non corrotto dalla materia, infatti: «È questo che è passato attraverso Maria come l'acqua passa attraverso un tubo»; allo stesso tempo Sophia Achamoth inserì in lui il seme spirituale, mentre l'Eone Gesù discese su di lui sotto forma di colomba quando ricevette il Battesimo nel Giordano. L'Eone Gesù e il seme spirituale impiantato da Sophia Achamoth, avrebbero però abbandonato il corpo del Cristo al momento della crocifissione. Secondo questa dottrina, Cristo non sarebbe veramente morto sulla croce, ma il tutto sarebbe stato un gioco di apparenze. (docetismo, dal greco dokéin (apparire) valentiniano).

## Opere
Delle sue opere rimangono solo pochi frammenti ricavati dagli scritti degli eresiologi cristiani: Clemente Alessandrino, Stromata, II 36; II 114; III 59; IV 89; IV 89-90; VI 52; Ippolito di Roma, Confutazioni VI 42; VI 37; Antimo, Sulla santa Chiesa, che riportano brani di lettere, omelie e poesie; sono invece attribuiti al maestro gnostico alcuni testi ritrovati a Nag Hammadi nel 1945:
- Vangelo della Verità,
- Preghiera dell'apostolo Paolo,
- Trattato sulla resurrezione,
- Trattato tripartito,
- Vangelo secondo Filippo,
- Interpretazione della conoscenza,
- Esposizione valentiniana.

## La scuola
I seguaci di Valentino studiavano i metodi per liberare il proprio pneuma. Ciò poteva avvenire sia attraverso lo studio dei testi sacri che attraverso varie cerimonie, quali la camera nuziale o la redenzione. Tra i discepoli di Valentino sono da ricordare i due alessandrini, Eracleone e Tolomeo, che Ippolito indica come rappresentanti di una scuola italica; mentre nella scuola orientale, da Ippolito contrapposta a quella italica, sono da ricordare Assionico e Ardesiane, forse corrispondente a Bardesane. A questa scuola va ricollegato anche Teodoto di Bisanzio. Ireneo racconta che nella valle del Rodano era attivo Marco, da Ireneo detto dispregiativamente "il Mago".
Anche il filosofo e teologo Origene fu molto influenzato da questa scuola. Secondo Agostino si rifacevano alla scuola valentiniana anche i Secondiniani, che "aggiungevano alle loro dottrine la pratica di azioni turpi", ed i Colorbasi, che affermavano che la vita degli uomini dipendeva da sette costellazioni. Le scuole valentiniane, comunque, si estinsero entro la fine del III secolo, assorbite o dalla chiesa o dalle scuole manichee.